# قطعنامه ۱۹۱۰ شورای امنیت
قطعنامه  ۱۹۱۰ شورای امنیت سازمان ملل متحد که در تاریخ ۲۸ ژانویه ۲۰۱۰ تصویب شد، سندی بین‌المللی دربارهٔ بررسی وضعیت در سومالی است. این قطعنامه طی نشست ۶۲۶۶ام با ۱۵ رای موافق، ۰ مخالف و ۰ ممتنع تصویب شد.